# Posušje
Posušje è un comune della Federazione di Bosnia ed Erzegovina situato nel Cantone dell'Erzegovina Occidentale con 20.698 abitanti al censimento 2013. 

## Località
La municipalità di Posušje è composta dalle seguenti 19 località:
| - Bare - Batin - Broćanac - Čitluk - Gradac - Konjsko - Osoje - Podbila - Poklečani - Posušje | - Rastovača - Sutina - Tribistovo - Vinjani - Vir - Vrpolje - Vučipolje - Zagorje - Zavelim |